# Glasriket
| Glasriket |
| --- |
| Vägmärke för glasriket. - Betydelse – region i sydöstra Småland med stor mängd glasbruk - Bakgrund – regionalpolitisk satsning under 1700- och 1800-talet - Historiska bruk – Boda, Gullaskruv, Orrefors, Skruf - Kvarvarande bruk – Kosta, Målerås, Skruf |

Glasriket kallas ett område i Småland som sedan 1700-talet är känt för en omfattande glasindustri. I dag finns 13 glasbruk och studiohyttor samt Riksglasskolan aktiva.
Som officiell benämning är Glasriket ett etablerat och formaliserat samarbete mellan Emmaboda, Lessebo, Nybro och Uppvidinge kommuner i Småland (Kalmar och Kronobergs län) samt de verksamma glasbruken och studiohyttorna. Bolaget Destination Glasriket AB är en kommunal organisation med uppdraget att marknadsföra och platsutveckla området inom området besöksnäring. Nybro räknar sig som staden i Glasriket.

## Kvarvarande glasbruk i slutet av 1980-talet

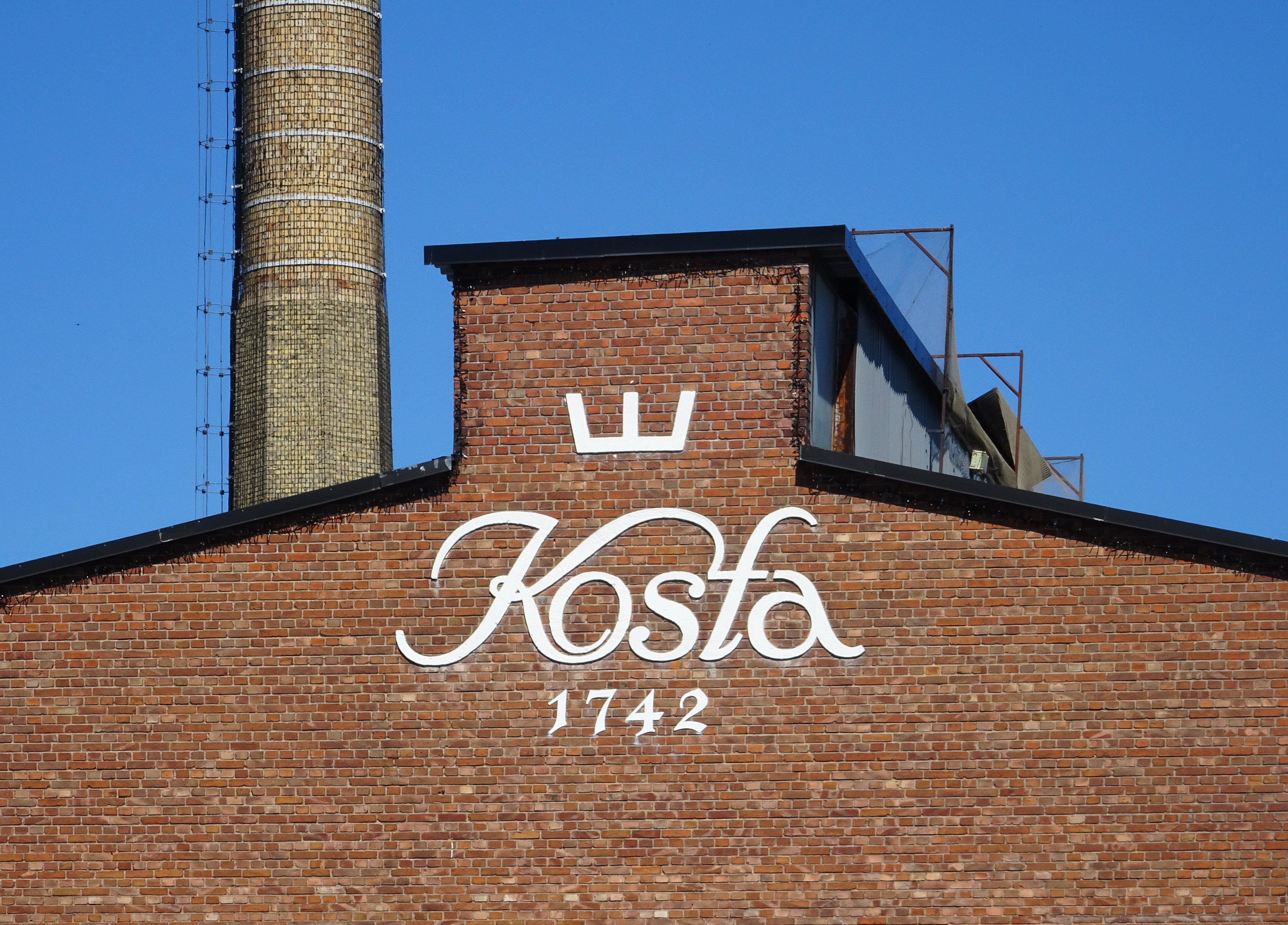
”Kosta 1742”, Kosta glasbruk, 2018.

Några av glasbruken i Glasriket som ännu fanns kvar i slutet på 1980-talet var:
- Bergdala glasbruk i byn Bergdala i Hovmantorps socken  i Lessebo kommun (grundades 1889 och sedan mars 2015 drivs bruket av Roger Johansson under namnet Bergdalahyttan).
- Boda glasbruk Algutsboda socken nordost om Emmaboda i Emmaboda kommun (grundades 1864 och lades ner 2003). I samband med grundandet av bruket 1864 bytte byn namn från det tidigare Förlångskvarn till Boda, som låg på gränsen mellan Madesjö socken och Algutsboda socken).
- Gullaskrufs glasbruk  i Gullaskruv i Hälleberga socken  i Nybro kommun (grundades 1895 och lades ner 1983).
- Johansfors glasbruk (del av Kosta Boda till 1991, omstartat 2011[3])
- Kosta glasbruk i Ekeberga socken i Lessebo kommun (grundades 1741 och ingår sedan 1990 i Orrefors Kosta Boda-koncernen).
- Lindshammars glasbruk i Lindshammar  i Nottebäcks socken i Uppvidinge kommun (grundades 1905 och 2008 lades produktionen ner, 2005 firade Lindshammars glasbruk 100 år),
- Målerås glasbruk (också känt som Mats Jonasson Målerås), i Målerås i Nybro kommun (grundades 1890 och den nya verksamheten startade 1981 och finns fortfarande kvar).
- Nybro glasbruk, Nybro Crystal Sweden, i Nybro stad i Nybro kommun (grundades 1935 och begärdes i konkurs 2007).
- Orranäs glasbruk (öppnade 2017)
- Orrefors glasbruk i Orrefors i Hälleberga socken  i Nybro kommun (grundades 1898 och stängdes 2013).
- Pukebergs glasbruk i Nybro stad i Nybro kommun (grundades 1871 och 2013 köptes glasbruket av familjefirman Byggnads AB O.G. Ohlsson (OG-Bygg) från Nybro).
- Rosdala glasbruk i Norrhult i Nottebäcks socken  i Uppvidinge kommun (grundat 1895 och 1998 upphörde produktionen). Under början av 2000-talets första decennium inleddes emellertid åter glasblåsning i Rosdala, nu i den tidigare smedjan.
- Sandviks glasbruk i Hovmantorps socken  i Lessebo kommun (grundades 1889 och stängdes 2004).
- Sea glasbruk i Kosta i Ekeberga socken  i Lessebo kommun (grundades 1956), SEA glasbruk ingick i fusionen Orrefors Kosta Boda AB år 1990, och övertogs 1997 av Royal Scandinavia A/S och från 2005 av New Wave Group AB.
- Skrufs glasbruk i Skruv i  Ljuders sockeni Lessebo kommun (grundades 1897 och lades ner 1981).
- Åfors glasbruk i Algutsboda socken (grundades 1876 och stängde 2013). Glasformgivaren Bertil Vallien arbetade på Åfors glasbruk från 1963, och från 1971 även hans hustru Ulrica Hydman-Vallien.
- Älghults glasbruk i Älghults socken  i Uppvidinge kommun (grundades 1933 och stängdes 2002).

Av de sju glasbruken Kosta glasbruk, Åfors glasbruk, Boda glasbruk, Orrefors glasbruk, Sea glasbruk i Kosta, Sandviks glasbruk i Hovmantorp och Johansfors glasbruk bildades 1990 en svensk glasbrukskoncern under namnet Orrefors Kosta Boda AB. Koncernen såldes 1997 till Royal Scandinavia A/S och hade 1.068 anställda 1998. Produktionen vid Johansfors glasbruk såldes 1994 till de anställda vid glasbruket. Boda glasbruk lades ned 2003 och Sandviks glasbruk lades ned 2004. Koncernen ingår sedan 2005 i New Wave Group AB. Tillverkningen i Orrefors och Åfors lades ned i juni 2013.

## Ursprung

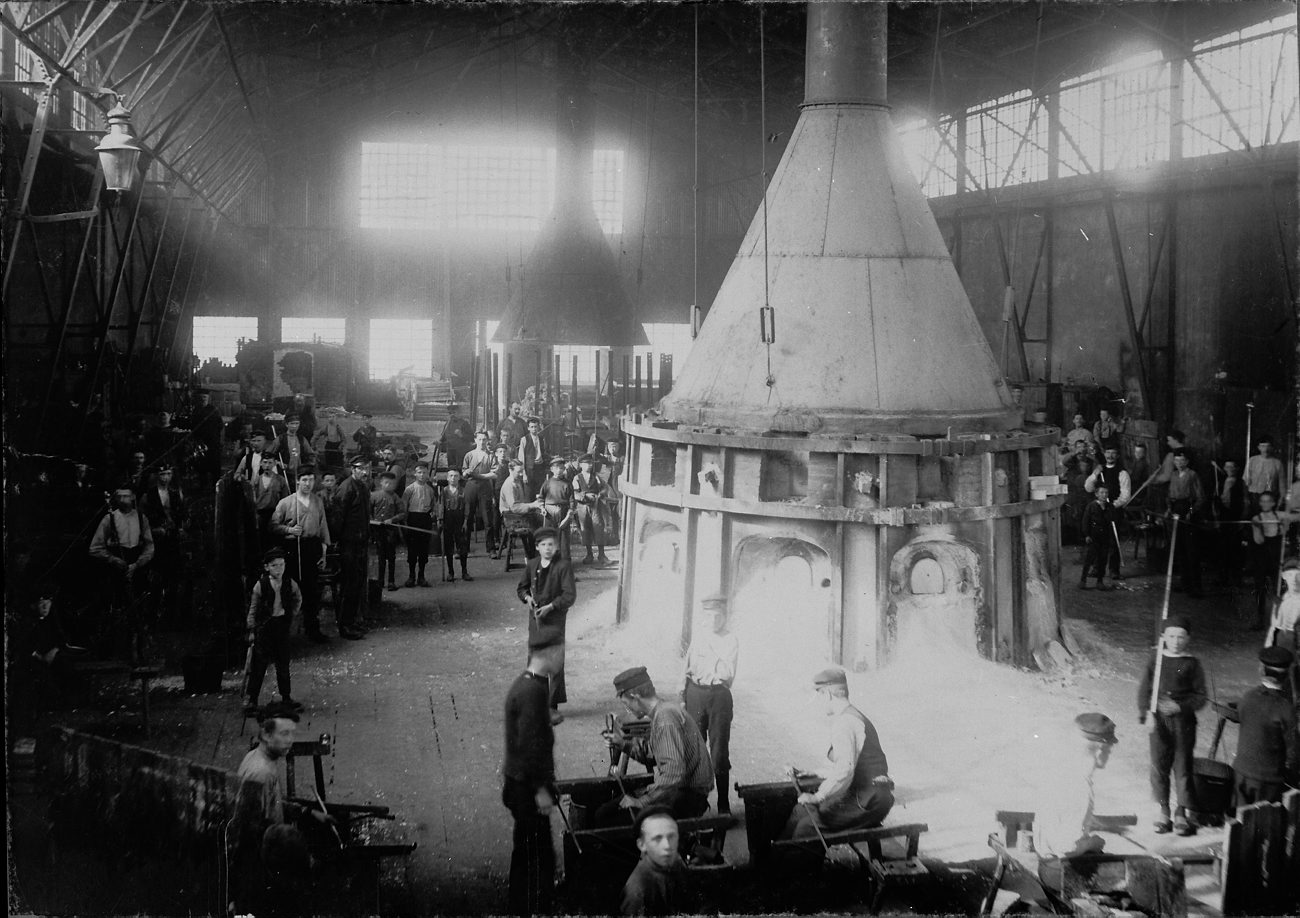
Orrefors glasbruk cirka 1900.

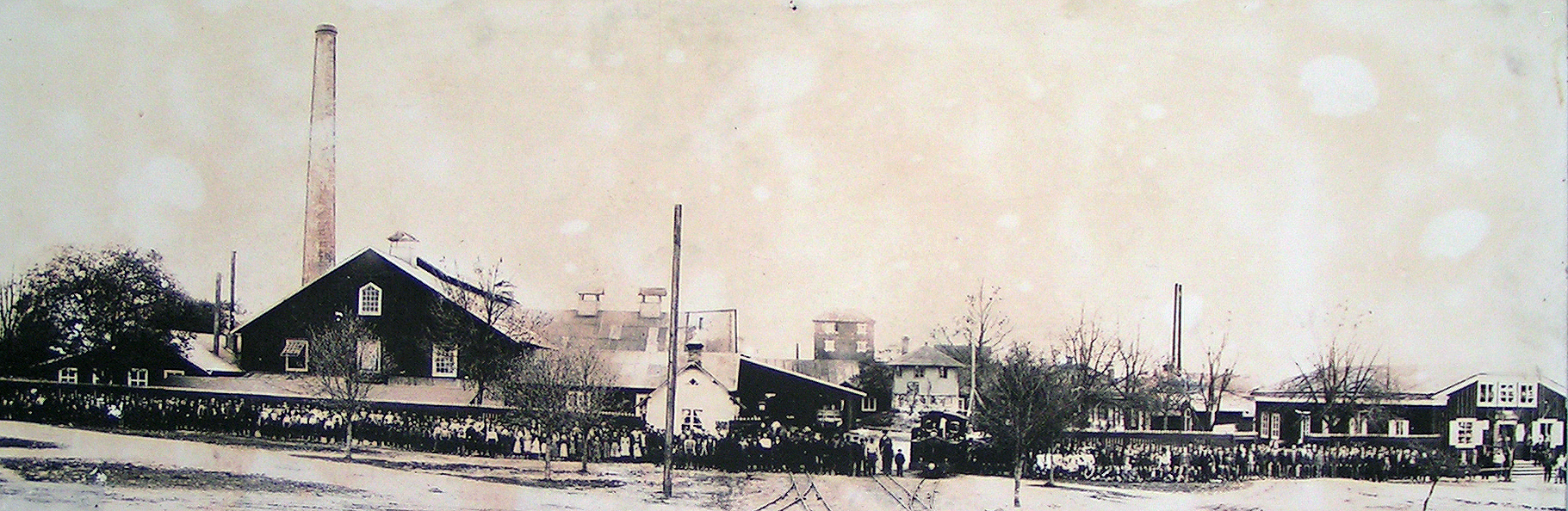
Kosta glasbruk med de 500 anställda, i slutet av 1800-talet.

Geografiskt ligger Glasriket huvudsakligen i Lessebo, Emmaboda, Nybro och Uppvidinge kommuner i sydöstra Småland. Detta är ingen tillfällighet utan utgör resultatet av mycket medvetna politiska satsningar under 1700- och 1800-talen. Landshövdingarna i Kronobergs län och Kalmar län kom överens om att försöka utnyttja området kring länsgränsen för industriellt bruk. Det fanns sedan tidigare flera bruk i området som dock ofta sysslade med järnupptagning i sjöar.
För att locka till sig bosättning utfärdades förmånliga villkor till bruken om de började med glasproduktion, såsom att de donerades stora skogsområden. Detta var viktigt då glastillverkning kräver massor av energi.
Glasbruken sysslade till en början endast med masstillverkning av glas för hemmamarknaden. Då konkurrensen började tillta i slutet av 1800-talet började flera av dem att använda sig av konstnärer för utformning av sitt glas. Framförallt Orrefors och Kosta glasbruk blev kända genom att använda sig av utformare som gjorde succé under 1900-talet och blev även kända internationellt. Det var nu som termen ”Glasriket” myntades då glasbruken i östra Småland kom att uppvisa modern design som såldes utomlands till skillnad från de övriga glasbruken i landet som främst sysslade med massproduktion för hemmamarknaden.
Genom tiderna har ett hundratal glasbruk varit i drift i Glasriket. Idag bedrivs produktion vid 13 bruk. Dessa bruk kan man besöka och ta del av hur de gamla tillverkningstraditionerna möter ny modern design.

## Kvarvarande glasbruk och studiohyttor
Nedan ges översikt över bruk och hyttor, år 2017.

### Glasbruk med industriell drift
- Kosta glasbruk (grundat 1742[4])
- Målerås glasbruk[5]
- Skrufs glasbruk

### Mindre hyttor, studiohyttor

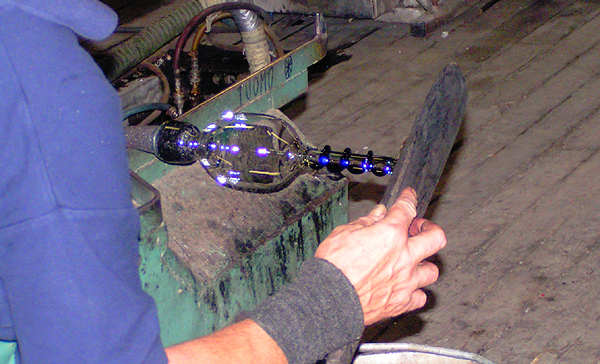
Glasproduktion i Bergdalahyttan.

- Bergdalahyttan (den enda moderna trähyttan i Glasriket som fortfarande är i drift,[6] omstartad i mindre skala 2015[7])
- Carlos R. Pebaqué Design[8]
- Erikshyttan[9]
- Hauges Hantverksglas[10]
- Magma Art Glass (2023 förvärvade Lars Skulberg och Dan Clausen hyttan i Transjö och går numera under namnet Magma Art Glass)
- Mickejohans Konstglas[11]
- Nybro glasbruk[12]
- Orranäs glasbruk (öppnade 2017)
- Persson & Persson (glashytta i Ösjöbol med inriktning på återbruksglas samt konstglas)
- Pukebergs glasbruk[13]
- Transjö Hytta[14]

### Mindre företag med anknytning till glasindustrin
I Glasriket finns ett stort antal småföretag i glasbranschen, som ofta är avknoppningar från något av de större bruken. Dessa kan verka som glasgravörer, glasreparatörer, glasmålare, glasslipare eller formgivare. Det finns även ett antal museer i eller kring de kvarvarande eller nerlagda glasbruken. Nedan listas ett urval:
- The Glass Factory (museum och demonstrationer[15])

### Utbildningar
- Riksglasskolan i Pukeberg